# Борба за Македонију
Борба за Македонију била је борба за ослобођење, превласт или претежни утицај над православним становништвом у Солунском, Битољском и јужном делу Косовског вилајета Османског царства.
За дешавања у Османској Македонији су првенствено биле заинтересоване Бугарска, Грчка и Србија, али су такође биле заинтересоване и Румунија и велике силе.
Према одређеним ауторима, своју кулминацију и оружани облик ова борба достиже почетком 20. века јер је управо у том периоду дошло до кулминације процеса обликовања националног идентитета становништва Балкана и слабљења Османског царства и његовог потискивања са Балкана. Борба за Македонију се прво одвијала на црквеном пољу, а затим на политичком и на крају војном.
Борба око територија Османског царства у ширем обиму је обухватала и Једренски вилајет, северни део Косовског вилајета, Скадарски вилајет и Јањински вилајет за које су се такође интересовале различите од сукобљених страна.

## Хеленизација, бугаризација и србизација православаца у Македонији
Од укидања Охридске архиепископије 1763. и Пећке патријаршије 1766. године сви православци који су остали у саставу Османског царства били су подређени Цариградској патријаршији службено у Турској третирани као Рум милет. Цариградска патријаршија је заступала државне интересе Грчке и грчког народа, негирајући постојање других нација под њеном управом, што у великој мери изазива револт свих православаца који нису Грци. Грчка црквена хијерархија је у Старој Србији, Македонији и Тракији из тих разлога користила само грчко богослужење у црквама и школе на грчком језику. Српске и бугарске школе су могле да постоје само као приватне школе појединаца и нису признаване за државне од стране турских власти. Тако је у другој половини 19. века у областима Европске Турске код Словена борба за богослужење на црквенословенском језику представљала етапу у националном буђењу и ослобођењу. Тежња за националном државом и национализам, која је у то време главни фактор окупљања у Европи, у области која је у Европи називана Македонијом имала је потпуно други вид. Жеља за језиком који је само личио на народни у богослужењу и школама тако је постао осовина лаганог буђења националног идентитета словенског становништва.
У Кнежевини Србији је 1868. основан одбор за српске школе у Старој Србији и Македонији, који је имао задатак да одржава српске школе у Македонији и снабдева их учитељима, као и уџбеницима и другим материјалима.
Бугарска егзархија је основана на европским територијама Османског царства 21. марта 1870. године (по новом календару). Новооснована Бугарска егзархија почиње са оснивањем школа, црквених општина и библиотека и у Македонији. Егзархија омогућава Бугарима да крену са широком акцијом на бугаризације српског становништва. У почетку је бугаризација била прикривена и приказивана као словенство, међутим временом је све јасније долазио до изражаја великобугарски шовинизам. Почетни успеси Егзархије су уследили због тога што је словенско становништво имало одбојност према грчком свештенству и Цариградској патријаршији.
У почетку је Егзархија била усмерена на преузимање цркава од Цариградске патријаршије и протеривање њених свештеника, да би потом била усмерена против оних Срба који су се опирали бугаризацији. Убрзо су се на удару нашли српски свештеници, учитељи и остали истакнути Срби.

## Догађаји после велике источне кризе
Након завршетка Другог српско-турског рата потписан је Санстефански споразум који је рађен по диктату Русије и којим је предвиђао стварање Велике Бугарске. Великој Бугарској је требало да припадне највећи део Македоније и делови Србије, међутим овај споразум је измењен на Берлинском конгресу и првобитне границе Бугарске су знатно смањене. Спорни делови Македоније су остали под влашћу Османског царства.
Још 1878. године дошла је до устанка Срба у кумановској кази (срезу). Овај устанак, као и нешто касније Брсјачка буна (1880), настали из ослободилачких тежњи српског народа и жеље за уједињењем са матицом Србијом, претходили су Српској четничкој акцији.
Због оваквог стања у Бугарској, Грчкој и Србији је дошло до појаве тзв. македонског питања. Све три државе су желеле да реше ово питање у своју корист и наводиле су бројне разлоге.
Бугарска је своје претензије заснивала на Санстефанском миру, Грчка на наводној историјској припадности Античке Македоније хеленистичкој култури, а Србија на српској средњовековној традицији, српским задужбинама, тапијама, језичкој сродности и раширености крсне славе — типично српског обележја.

## Србија почиње пропаганду акцијама у просвети и култури 1885.
Србија 1885. године почиње са просветном и културном акцијом, у исто време тражећи да се постављају српске владике у крајевима где су Срби већина. Томе су се Грци фанариоти жестоко противили. За то време, Бугари пошто су имали националну цркву која је оснивала школе, остварују свој утицај нарочито у градовима, док по селима то тешко успевају.
Крајем 19. века Србија отвара конзулате у Битољу, Скопљу и Солуну. Отварањем српских конзулата у Скопљу, Битољу и Солуну, повећан је број српских школа, као и број повратника Цариградској патријаршији.

## Комите из Бугарске и њихове активности у Македонији (1897—1903)
Да би појачали свој утицај Бугари се одлучују на оружану акцију. Почињу да шаљу чете у Стару Србију и Македонију и дижу буну у области реке Струме. Припадници ових чета касније се називају комитама. Једна група оснива Унутрашњу македонску револуционарну организацију (ВМРО) са циљем да се оружаном борбом избори за бугаризацију Македоније. Читаву територију деле на рејоне којима су на чело постављали војводе. Људство је организовано по десетинама на тај начин да ниједан комита није знао имена осталих девет. У почетку, у ову организацију улазе и многи Срби чији је циљ био ослобођење од Турака. Касније, главни утицај у овој организацији преузима Врховни комитет састављен од високих бугарских официра, чији је циљ био припајање Македоније Бугарској. Због тога све више долази до сукоба између Срба и Бугара. Бугари све више притискају Србе да би их навели да напусте Цариградску патријаршију и прикључе се Бугарској егзархији често користећи убиства као метод убеђивања. На удару су били нарочито српски свештеници, учитељи и школски настојници, а Бугари при томе нису презали ни од најгорих зверстава. Од 1897. до 1903. године такве акције не дају очекивани успех (револуционарни конгрес у Скопљу (1903))

### Крушевска република 1903.
ВМРО је зато желела акцију која ће привући пажњу Европе и убрзати остварење бугарских циљева. Зато на Илиндан 1903. године дижу устанак у Крушеву где су већину становништва чинили македонски Власи (Аромуни, Цинцари). Због лоше организације устанак је пропао, а највише је страдало локално становништво које је углавном било прогрчки, мањим делом прорумунски настројено, док су се чете из Бугарске повукле. Тада је почео још већи терор бугарских комита према Србима у северним крајевима, односно Грцима и Власима у јужним, што је ове народе натерало да се самоорганизују у српске четнике, односно грчке андарте.
Након пропасти устанка турска војска и нерегуларне јединице су кренуле са одмаздом против хришћана. Спаљено је око 150 села при чему је око 40.000 људи остало без домова, велики број хришћана је убијен, а око 10.000 људи је емигрирало.
Након устанка руски цар Николај II Александрович и цар Аустроугарске Франц Јозеф I су 2. октобра 1903. године донели план реформи за Македонију. Овим планом је предвиђена реорганизација турске жандармерије под командом страног генерала и надзором њему потчињених официра, као и учешће хришћана у управној и судској власти, амнестија устаника итд.

### Активности бугарских комита после пропасти Крушевске републике
Македонски живаљ, руковођен тежњом за ослобођењем од турског господства и грчких владика, почео је Бугаре примати као своју једнокрвну и једноверну браћу, која долази с геслом: »Слобода Македонији!« С тим геслом Бугари су отпочели своју комитску акцију, читаву деценију пре Срба, и успели су, да не бирајући средстава, развију своју организацију на северу чак до Врања и до Косова, а на југозападу чак до албанске границе. Када су се осетили довољно јаки, онда су огласили рат до истребљења не само Турцима, него, и то много јаче, и Србима у тим областима, проглашујући за издајника македонске слободе свакога, који није у бугарској комитетској организацији. Србија се задовољавала, да српску народну свест и српски дух у тим крајевима подржава само преко школа, којих је из дана у дан било све мање. После несрећног Илинданског устанка, 1903, маса бугарских комита и војвода, не могавши да се пребаци у Бугарску, потражила је уточиште у Србији, мада је већ било добро познато, да је тај устанак био спремљен по плану из Софије и за рачун Софије, и да су баш од руке тих људи, пале главе многих српских учитеља, свештеника и других угледних Срба у Македонији.
У Београду, Нишу, Крагујевцу, Пожаревцу, Шапцу и свуда, где је било Старосрбијанаца и Македонаца у Србији, продужили су ови бугарски четници и војводе прикупљати порез за циљеве бугарске комитетске организације, а један велики број њих презимио је зиму 1904/1905. у самом Београду. Овде им је била уступљена стара богословија (на месту између саборне цркве и Калемегдана према хотелу Натионал). Ту су живели као у касарни, а судиле су им саме њихове војводе за све, што би учинили, тако да су били изван надлежности српских власти. И војводе и организатори чета развили су били своју акцију. Међу њима најактивнији је био Матеј Геров (родом Велешанац, који је десетак година касније погинуо у Софији, као и толики други »македонски дејци«, тобож случајно прегажен од једног аутомобила). Геров, с индексом студента права с подоста семестара уписаних у Бечу, Бриселу и на више француских универзитета, уписао се тада одмах и на српски правни факултет тадашње велике школе. Није правио питање, колико ће му семестара бити признато, и почео је најревније посећивати чак и сате из црквенога права, које се предаје у првом семестру прве године права. Тражећи што јачег и што чешћег додира са српским студентима, и у школи и изван ње, Геров је почео међу њима најживљу акцију за аутономну Македонију, коју је бугарска комитетска организација већ била запосела, и која је, у границама од Врања и врха Новопазарског санџака па до Солуна, имала да падне у крило Бугарској. Геров није успео да придобије српску омладину за те своје идеје, али ју је необично заинтересовао за прилике и борбу у Старој Србији и Македонији.

## Четници из Србије и њихове активности у Македонији

### Позадина оснивања четничке организације у Србији
Почетком 20. века је код појединаца у Београду дошло до идеје о активнијем односу Србије према Старој Србији и Македонији. Сматрало се, да је то једини начин, да се српски живаљ у тим крајевима сачува од страдања и асимилације. Др Милорад Гођевац је један од најзаслужнијих људи за организовање и покретање српске четничке акције. Као београдски општински лекар др Гођевац је морао често да, ради надгледања чистоте по радњама, залази и у мале кафанице, пиљанице и ашцинице, које су држали Старосрбијанци и Македонци. Тако се он упознао са свима њима и почео се занимати за прилике у њиховим крајевима. И ту је, у тим радњама, запазио извесне људе, који се касно у јесен појављују у Београду, где презиме, не излазећи готово нигде из кафана и ашчиница својих земљака, па се онда у пролеће поново губе. Готово случајно упознао се др Гођевац неколицином од њих. То су били комити, који су, супротно својим земљацима, који су с пролећа долазили у Београд на рад, а у јесен се враћали кући, долазили да у Београду презиме, а с пролећа се враћали »на терен«, у борбу. У разговору с њима др Гођевац је сазнао за многе појединости у раду бугарских комитских чета и бугарске комитске организације. Целокупна српска национална борба у тим крајевима сводила се до тада на пропаганду преко школе и конзулата. Али како је терен, услед таквог рада, све више губљен, то је и број школа и ђака био све мањи. Несређене унутрашње политичке прилике у Србији, до промене у 1903, паралисале су биле и рад конзула и конзулата. Поред тога учитељи и свештеници, зависни од конзулата, нису могли нити су смели предузимати никакву акцију, ако нису желели да изгубе своја места и да у своме раду наиђу на препреке баш од те стране, која је требало да их штити. Стога су и македонски православци почели помишљати на осамостаљење, које им се нудило из Софије, и почели су се стављати под заштиту бугарске пропаганде и бугарских комита.
Ове информације су др Гођевцу пренели његови нови познаници, Стојан Донски, Коча »Куршумче«, Михајло и војвода Каранфилевић. Др Гођевац их је онда почео позивати и својој кући. Када су се они упознали с њим тражили су и од њега прилог за Македонију. Он се онда обратио генералу Миловану Павловићу, тадашњем министру војном, који се сложио са др Гођевцем, да треба почети акцију, и, штавише, зажелео је и сам да види те људе. Отишли су њих тројица; добили су три пушке (тзв. брзометке) и муницију и отишли преко границе поново у чету. Бугарску, јер српских још није било.
Др Гођевац је онда наставио акцију у том правцу и тако је основана »Београдска Задруга«. Први председник »Београдске Задруге« био је Лука Ћеловић, који се, поред свих својих послова, много интересовао и за народне ствари. Мисли др Гођевца су га одушевиле, заинтересовао се необично за организовање четничке акције и заједно с др Гођевцем почео је и сам припремати терен за тај рад. Други родољуби, којима су се обратили, сложили су се такође с њима. Моменат је био дошао. С једне стране празни резултати дотадашње званичне политике, која је прескупим жртвама, плаћала најмање успехе, нижући у исти мах све веће поразе, с друге стране бугарски успеси, с којима је бугарска комитетска организација почела развијати своју акцију чак и у самој Србији, захтевали су неминовно, да што пре почне нова борба, различита од дотадашње безуспешне борбе.

### Оснивање четничке организације у Србији 1903.
Као последица терора ВМРО-а и албанских и турских башибозука над Србима у Старој Србији и Македонији, у патриотским круговима у Београду, Врању, Скопљу и Битољу се рађа идеја о формирању српске четничке организације која би водила и координирала оружану одбрану Срба.
Убрзо по избијању Илинданског устанка августа 1903. у Врању Живојин Рафајловић са својим истомишљеницима формира тајни четнички комитет. Истовремено у Београду, др Милорад Гођевац, Лука Ћеловић, Васа Јовановић раде на истом послу и формирају базу другог четничког одбора, финансијски јачег и са симпатизерима веће материјалне моћи и утицаја од чланства Врањског одбора. На терену Старе Србије и Македоније, у Скопљу и Битољу на стварању четничке организације раде Саватије Милошевић, Војислав Танкосић, Јован Ћирковић, Алекса Јовановић Коџа и Михаило Шушкаловић. Док се одбори формирају у Србији и Старој Србији и Македонији, Срби притиснути нападима формирају чете у циљу самоодбране. Прота Стеван Димитријевић У Скопској Црној Гори формира чету, Чича Павле Младеновић се одмеће у кумановском крају, као и сељаци села Лабуништа и Подгорца у Дримколу. Септембра 1903. представници одбора из Београда, Врања, Скопља и Битоља формирали су Централни одбор српске четничке организације у Београду у који су ушли Лука Ћеловић, Милорад Гођевац, генерали Јован Атанацковић и Петар Пешић, професори велике школе Љубомир Ковачевић и Љубомир Стојановић, Живан Живановић сенатор, рентијери и задужбинари Голуб Јанић и Никола Спасић. Одбор Живојина Рафајловића потчинио се новоствореном Централном одбору па је тако Врањски одбор постао извршни. Скопски и Битољски одбор такође су се потчинили Централном одбору и тиме је створена мрежа одбора и пододбора који су имали да се баве формирањем и слањем чета у Стару Србију и Македонију, њиховим снабдевањем, усмеравањем и уопште вођењем четничке акције. На оснивачком састанку донесен је статут, а за председника организације изабран је генерал Атанацковић.

### Почетак борбених активности српске четничке организације 1904.
Комитет је већ августа 1903. започео свој рад. У Стару Србију послата је чета под командом Илије Славета, али се она због зле крви међу самим четницима расформирала на граници са Турском. У међувремену је у самој Старој Србији формирана чета Мицка Крстића у Поречу, па се појавила нужност да се та чета појача. Чета је формирана априла 1904. у Београду, а за војводу је одређен Анђелко Алексић. Чета никада није стигла у Пореч већ је у сукобу са турском војском уништена до последњег човека код села Четирце у кумановском крају. Чета Мицка Крстића успела је да преживи офанзиву ВМРО-а коју је водио Дамјан Груев октобра 1904. и да да времена Централном одбору да појача српске снаге. Крајем 1904. у прешевски, кумановски и кривопаланачки крај послате су чете Темељка Барјактаревића, Ђорђа Ристића, Ванђела Димитријевића, Крсте Трговишког, Ристе Старачког, да ојачају домородачке чете Чича Павла Младеновића и Јована Станојковића-Довезенског. Преко Вардара у прилепски и дримколски крај послати су Ђорђе Дримколски, Глигор Соколовић и Јован Долгач.

## Српске чете 1905—1908
Након што је створена добра база организовањем српских села у прешевском, кумановском, кривопаланачком крају у Поречу, у Азоту и прилепском крају и одметањем и одашиљањем неколико чета, осетила се потреба за стварањем неке врсте командног кадра и појачавањем броја српских чета. У пролеће 1905. године ка Поречу је послата чета Владимира Ковачевића и Драгољуб Николић са циљем да појачају чету Мицка Крстића. Чета је откривена и опкољена од стране турске војске 14. априла 1905. код села Табановца и потпуно уништена. Након ове катастрофе све српске чете кумановског и паланачког краја кренуле су да отпрате поречку чету Саватија Милошевића и Лазара Кујунџића и чету Доксима Михаиловића за села Галичник, Лазаропоље и Тресонче. 120 до 170 четника у неколико чета сукобили су се са турском војском код села Челопек 29. априла 1905. и до ногу разбиле турску војску и албански башибозук. Победа је у ствари спречила прелазак и чете су се или вратиле у Србију или распоредиле по терену. Уследиле су потере које су резултовале поразом и уништењем српских чета код Петралице и Бељаковца. Тада су погинуле војводе Аксентије Бацетовић, Чича Павле Младеновић, Бранивоје Јовановић Брана и Богдан Југовић Хајнц. Непосредно после тога су Сретен Рајковић, Стеван Недић и Јован Бабунски успели да неопажено прођу кроз потере, пређу Вардар код Зеленикова и дођу до Азота. Бабунски је одмах по доласку у завичај уочио велешку чету ВМРО-а код села Орешја, изненадио је и након краће борбе потпуно уништио.
Победа код Челопека и погибије српских чета код Петралице и Бељаковца довеле су до повећавања турских снага на српско-турској граници између Прешева и Врања и у рејону Куманова па су сви канали српских чета били затворени. Саватије Милошевић и Лазар Кујунџић су зато дошли на идеју да се код Куршумлије пребаце у Турску и да се преко Косова и Метохије и Шар планине пребаце до Пореча. Њихова чета је успешно стигла до Велике Хоче где је 25. маја 1905. откривена и након жестоке борбе уништена.

## Андарти и грчка оружана борба у јужној Македонији и Тракији
Грци су 1901. кренули са оружаним акцијама. Прву андартску чету је основао Каравангелис, тадашњи митрополит костурски. Чета је имала за циљ да сузбије бугарске акције и истакне грчке претензије према деловима Македоније..
Подстакнути успесима српских четника, и грчки андарти су, у Јужној Македонији и у Тракији, започели огорчену борбу против дотад свемоћних бугарских чета. Иако су прве акције андарта биле безуспешне (Андартска провокација) Грчка није одустала од покушаја да оствари своје интересе у Македонији. Андарти су током периода 1905—1908. наставили са активностима у Македонији.
Бугарска је 1907. године, увиђајући да је не само изгубила престиж у Македонији него да може лако изгубити и сваки утицај, почела засипати Порту жалбама против Срба и Грка и њихове акције у Македонији.

### Погроми над Грцима у Бугарској
У Македонији су се одвијале жестоке борбе између Бугара и Грка и страшни злочини у којима је било хиљаде жртава. Да би спречиле веће компликације и интервенцију Порте, српске и грчке чете зауставиле су онда своје напредовање, ограничавајући своју акцију на крајеве, које су дотад држале.
Да би се осветили Грцима за своје поразе у Македонији, Бугари су вршили погроме над Грцима у Бугарској. Тада су запалили и богату трговачку варош Анхиало , на Црном мору (данас носи назив Поморје), насељену Грцима и убили многе њене становнике, невине занатлије и трговце. Велики број Грка је побегао у Грчку и 1906. године су основали ново насеље под називом Неа Анхиалос у успомену на свој бивши завичај.

## Велике силе и Македонија почетком 20. века
Наводи о бројним масакрима и безвлашћу у Балканским вилајетима Османског царства су послужили као повод Великим силама које су настојале да учврсте свој утицај на Балкану, да наметну Османском царству два програма реформи. Први је програм ових реформи је усвојен у фебруару 1903. године и био је познат под називом Бечке реформе. Овај програм реформи је касније проширен и дефинисан почетком октобра 1903. а познат под називом Мирцштегске реформе које су биле програм реформи не само у Македонији већ на територији три вилајета које су већином насељавали хришћани. Мирцштегске реформе су биле програм реформи управе у Битољском, Солунском и Косовском вилајету Османског царства који су велике силе, уз пресудну улогу Аустрије, наметнуле Османском царству и који је делимично био спровођен у периоду 1904—1909. године. Програм је добио име по месту Мирцштег у Штајерској у којем је била ловачка колиба у Штајерској у којој су боравили од 30. септембра до 2. октобра 1903. аустријски и руски цареви са сарадницима и постигли коначан договор о тексту реформи које је требало да се спроведу реформом жандармерије (укључивање хришћана и страних официра у жандармерију), финансија (вилајети имају своје буџете којима располажу) и правосуђа (именовање хришћана за судије).
Као повод за наметање програма Мирцштегских реформи су послужили наводи о бројним масакрима и безвлашћу у овим вилајетима, док су стварни мотив били интереси великих сила на Балкану, од којих је свака настојала да појача свој утицај на Балкану на рачун других. Једино је Немачка била релативно незаинтересована за ове реформе, јер је желела да задржи добре односе са Османским царством, па је само послала свог војног изасланика у Македонију. Најзаинтересованије су биле Аустроугарска и Италија, које су се бориле за превласт над обалом Јадранског мора. Имајући у виду и интересе осталих великих сила, може се закључити да је једини разлог што велике силе нису извршиле војну интервенцију на Балкану био не војна сила Османског царства већ њихов ривалитет. Османско царство је вешто користило ривалитет великих сила и успевало да умањи ефикасност реформи, све док их није обесмислило спровођењем уставних реформи после младотурске револуције.

## Младотурци и борба за Македонију
У то је дошао 1908. младотурски преврат и увођење устава у Турској. Младотурци су прогласили слободу, једнакост и братство свих народности, које у Турској живе, без обзира на веру, па су позвали све народности, да им помогну у завођењу новога стања. Чете су онда сишле са планина, свечано дочекане од младотурака, а војводе и четници вратили су се мирном животу. Али се убрзо јасно показало да је младотурски план: потпуно отоманизовање хришћанских народности у Турској, а то је значило коначно одустајање од ослобођења и још тежи положај у Османском царству. Нестрпљиви, да то што пре изведу, младотурци су одлучили, да униште све вође чета, како би онда обезглављени народ још лакше асимиловали. Онда је почело систематско убијање српских првака у Османском царству. Младотурци су успјели да убију старога војводу Мицка Крстића и чувеног војводу Глигора Соколовића, али су остале војводе, и дотле већ опрезне, успеле да се спасу. И докле су неки од њих побегли у Србију, да се отуда поново врате са четама, други су се одметнули у планине. Стара, учвршћена организација нашла је брзо све своје старе канале и везе и револуционарна акција још је јаче отпочела, да би се у јесен 1912. завршила балканским ратовима.

## Балкански ратови и борба за Македонију
Војска Краљевине Србије је 5. октобра 1912. прешла границу код Врања и Преполца, оглашавајући рат Османском царству. Међутим још две недеље пре тога српске чете су већ запоселе цео Козјак и подигле сва козјачка села у борбу против Турске. И у Козјаку, где је погинуо Јован Грковић Гапон, и у Кумановској бици, где је погинуо војвода Доксим Михаиловић из Галичника, и пред Прилепом. где је погинуо војвода Спаса Гарда, и на Косову и на Призрену и Битољу, српске чете су постигле велики успех.

## Први светски рат и борба за Македонију
Када је Аустроугарска поднела српској влади ултиматум, који је био увод у рат, један од главних захтева у томе ултиматуму био је, да мајор Војислав Танкосић буде ухапшен и суђен зато, што је спремио убиство Франца Фердинанда и послао атентаторе у Сарајево. Ухапшен по томе захтеву, мајор Танкосић, који је ватрено крштење добио у борби на Челопеку (16.4. 1905), пуштен је 12.7. увече, кад је барон Гиесел напустио Београд и кад је наређена мобилизација српске војске. А три дана касније у првој ноћи рата, четници Јована Бабунског и Воје Танкосића су, поред финанца, жандармерије и оно мало војске бранили и одбранили Београд од аустроугарског упада. Формирани четнички одреди задавали су доста посла аустроугарским трупама у источној Босни. Улазећи у Подриње, Аустроугари су са страхом распитивали, да ли можда нема сакривених комита.
Кад је Бугарска ушли у рат против Србије, четнички одреди су држали фронт према Бугарима чак и онда, кад су већ и Ниш и Врање били евакуисани. Војвода Бабунски и његови људи последњи су напустили земљу, кад је у јесен 1915 дошло повлачење војске из Србије. А на солунском фронту мали одреди војводе Бабунског и војводе Вука су својим акцијама изазивали панику међу војницима немачке, аустроугарске и бугарске војске. Пред само повлачење из Србије погинуо је мајор Воја Танкосић, повлачећи се последњи с Дунава испред Мацкеусеноуих армија, а пред повратак у Србију погинуо је на солунском фронту војвода Вук (потпуковник Војин Поповић).

## У популарној култури
- У време Борбе за Стару Србију и Македонију настала је народна борбена игра позната као Четничка, односно у СФР Југославији позната по називу Комитске игра
- Инспирисан овим догађајима композитор Стеван Христић започео је 1930-их са компоновањем балетске представе Охридска легенда, која ће премијерно бити изведена 1947. године у Београду Охридска легенда.
- Обележавајући 100-годишњицу од Борбе за Стару Србију и Македонију музичка етно група Кулин Бан објавила је на свом албуми 2005. године народну песму из тог доба Жали Заре.[12]

## Галерија
- Неки од српских бораца за ослобођење Македоније и Старе Србије
- Сава Петровић Грмија
- Цене Марковић
- Српске војводе у Македонији 1908. године
- Младен Денко Крстић
- Милутин Јанковић, погинуо је 3. јула 1907. код Пасјане.
- Ђорђе Вуковић из Ужица, погинуо је 3. јула 1907. код Пасјане
- Атанас Божиновић (1882-17. јул 1905) био је свештеник и намесник дебарски. Убијен је од стране Бугара на друму Ресан-Охрид.
- Живан Жика Милосављевић
- Тихомир Голубовић
- Рашко Анастасијевић
- Стаменко Станишић, погинуо 1907. године у борби код Пасјане.
- Риста Цветковић
- Петар Тодоровић (1880-1905) погинуо је на Челопеку 16. априла 1905. године.
- Поп Коча Миновић убијен од стрне Бугара у Скопљу 14. новембра 1905. године.
- Наум Марковић, погинуо 17. априла 1905. у сукобу са бугарском четом код Небрегова.
- Михаило Бошковић, погинуо је 4. јула 1907. године код Ђерекара у сукобу са Турцима и Албанцима.
- Илија Јовановић, погинуо у борби на Дреновцу 24. фебруара 1906. године.
- Драгољуб Николић, погинуо је 4. јула 1907. у борби код Ђерекара.
- Душан-Рада Радивојевић Вардарац (1876—1906), погинуо у борби на Ђерекару.
- Данило Смиљковић
- Богосав Срећковић
- Богдан Костић
- Александар Аца Павловић, погинуо је 27. јула 1907. године у Кучевишту.
- Војислав Вујовић, погинуо је у бици на Мелешу 29. априла 1906. године.
- Тодор Гвозденовић из Призрена, погинуо је 25. јануара 1906. године у борби на Челопеку.
- Тодор Божидарац из Ниша, погинуо је у борби на Малешу 29. априла 1906. године.
- Риста Поповић, погинуо је у бици на Челопеку 25. јануара 1906. године.
- Риста Цветковић из Пореча, погинуо је у бици на Челопеку 25. јануара 1906. године.
- Новица Леовац, погинуо је у бици на Петраљици.
- Нича Томић, убијен од стране Турака у близини свог имања 8. јула 1906. године.
- Милорад Мијаиловић, погинуо је у борби на Малешу 29. априла 1906. године.
- Милић Ђукић, погинуо у бици на Малешу 29. априла 1906. године.
- Мијаило Петровић из Шапца, погинуо у бици код села Шталковице 5. марта 1906. године.
- Марко Вељковић из Буковичана, погинуо у бици на Четирцима која се одиграла 14. маја 1904. године.
- Љуба Атанацковић, погинуо је у бици на Челопеку 16. априла 1905. године
- Крста Михаиловић, погинуо у бици на Четирцима која се одиграла 14. маја 1904. године.
- Јаков Ђура Габај из Старе Пазове, погинуо је у бици на Малешу  29. априла 1906. године.
- Илија Ђорђевић, погинуо у бици на Челопеку 25. јануара 1906. године
- Глигорије Ђорђевић био је учитељ из Ратева, погинуо у борби на Малешу 29. априла 1906. године.
- Ђура Иванишевић, погинуо је у бици на Малешу 29. априла 1906. године.
- Чича Петар Кацаревић, погинуо је у бици на Мелшу 29. априла 1906. године.
- Ђорђе Филиповић Брка из Призрена, погинуо је у бици на Малешу 29. априла 1906. године.
- Анђелко Алексић из Мидница, погинуо је 14. маја 1904. године у бици на Четирцима.
- Војислав Велимировић био је српски мајор, који је погинуо у борбама за ослобођење Србије од Турака.
- Војин Поповић био је српски војвода који је учествовао у борама за ослобођење Македоније
- Војвода Ђорђе Скопљанче